# Cubzac-les-Ponts

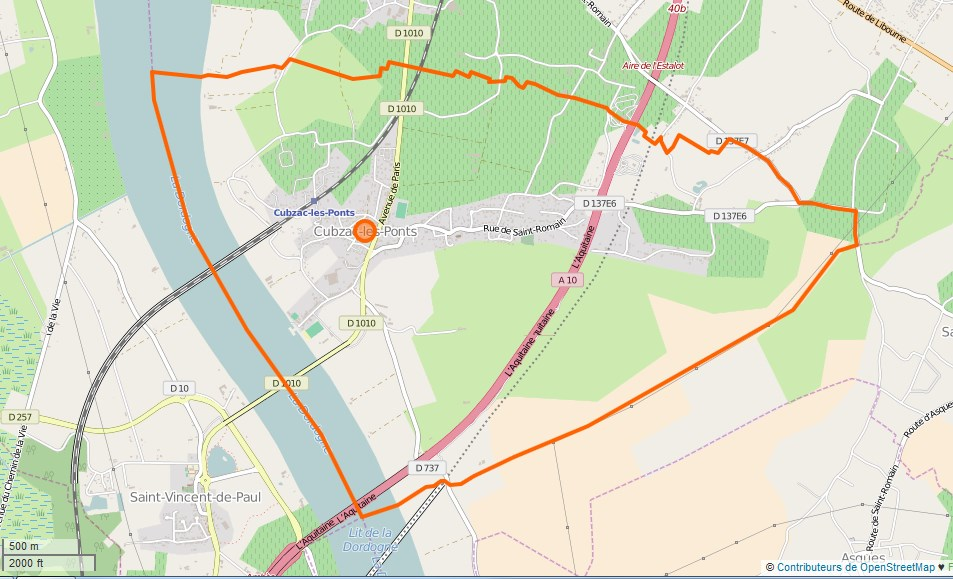
Gemeindegrenzen von Cubzac-les-Ponts

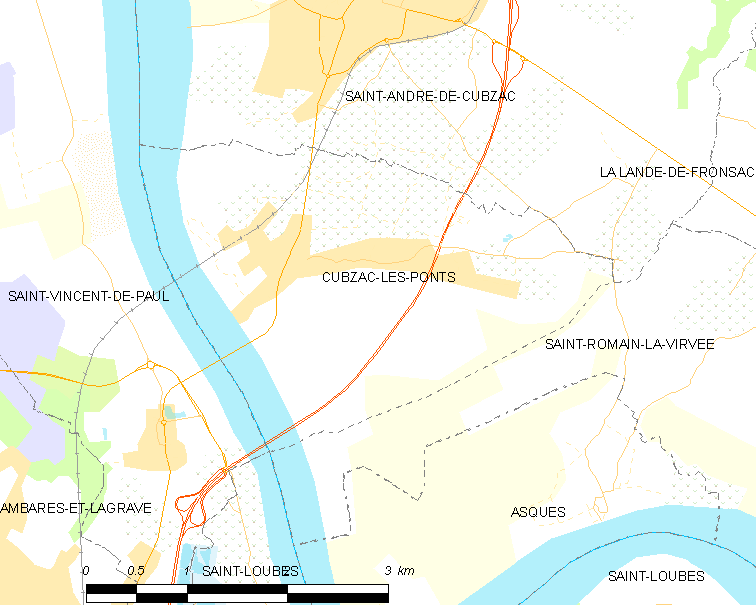
Umgebungskarte der Gemeinde Cubzac-les-Ponts

Cubzac-les-Ponts ist eine französische Gemeinde mit 2.637 Einwohnern (Stand 1. Januar 2022) im Département Gironde in der Region Nouvelle-Aquitaine.

## Geografie
Cubzac-les-Ponts liegt etwa 20 Kilometer nordöstlich von Bordeaux am Ostufer der Dordogne. Drei Brücken über den Fluss verbinden die Gemeinde mit Saint-Vincent-de-Paul auf der anderen Seite des Flusses. Es sind dies von Nord nach Süd: eine Eisenbahnbrücke; die von Gustave Eiffel konstruierte Straßenbrücke von Cubzac, über die die Départementstraße D1010 als zweispurige Straßenbrücke führt, sowie eine sechsspurige Autobahnbrücke der Autoroute A10 für den Fernverkehr. Südlich der Autobahnbrücke entsteht eine vierte Brücke für die Schnellfahrstrecke des TGV von Paris nach Bordeaux.
Im äußersten Südwesten der Gemeinde mündet das Flüsschen Virvée in die Dordogne. Der Atlantische Ozean im Westen ist rund 50 Kilometer entfernt.

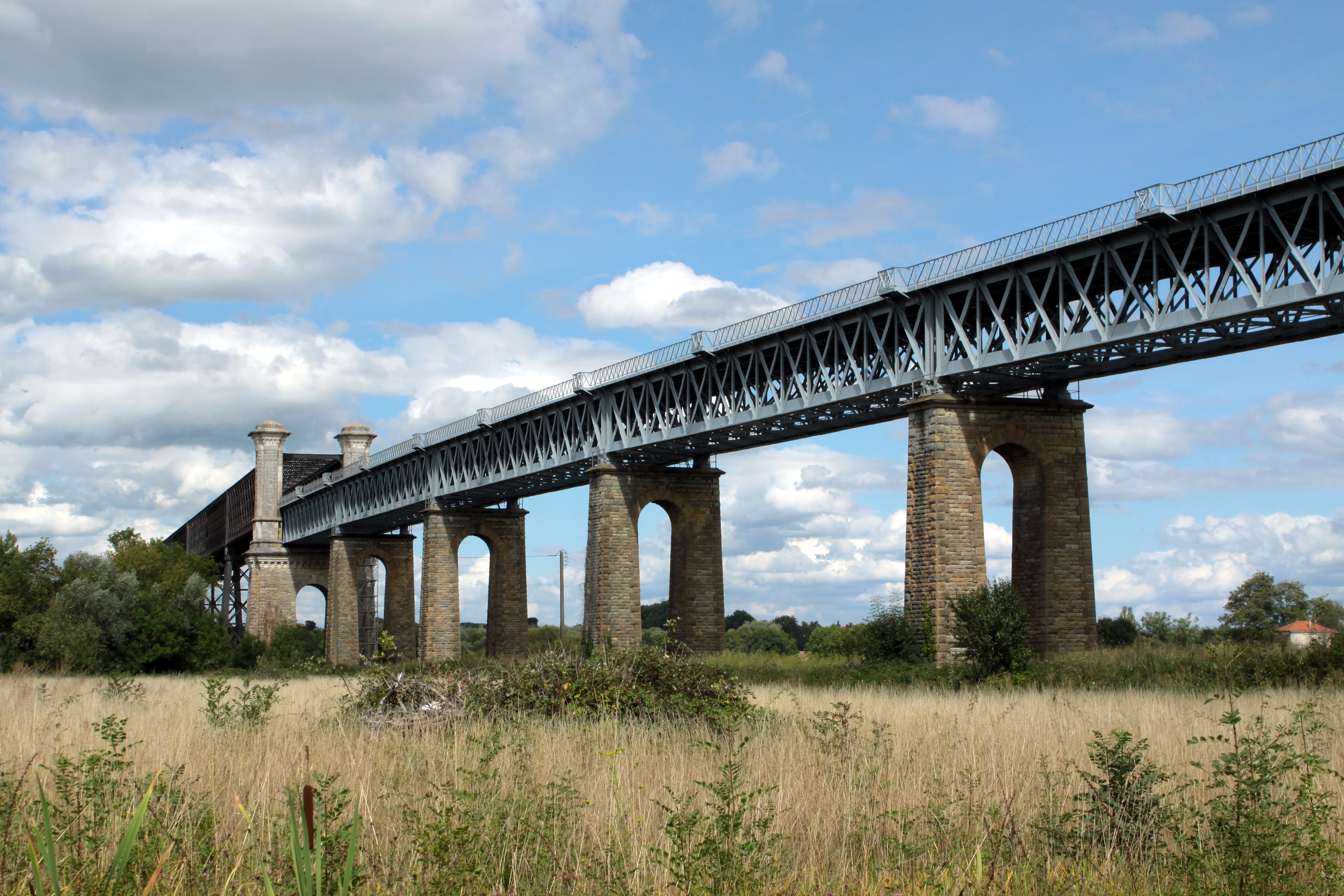
Eisenbahnbrücke
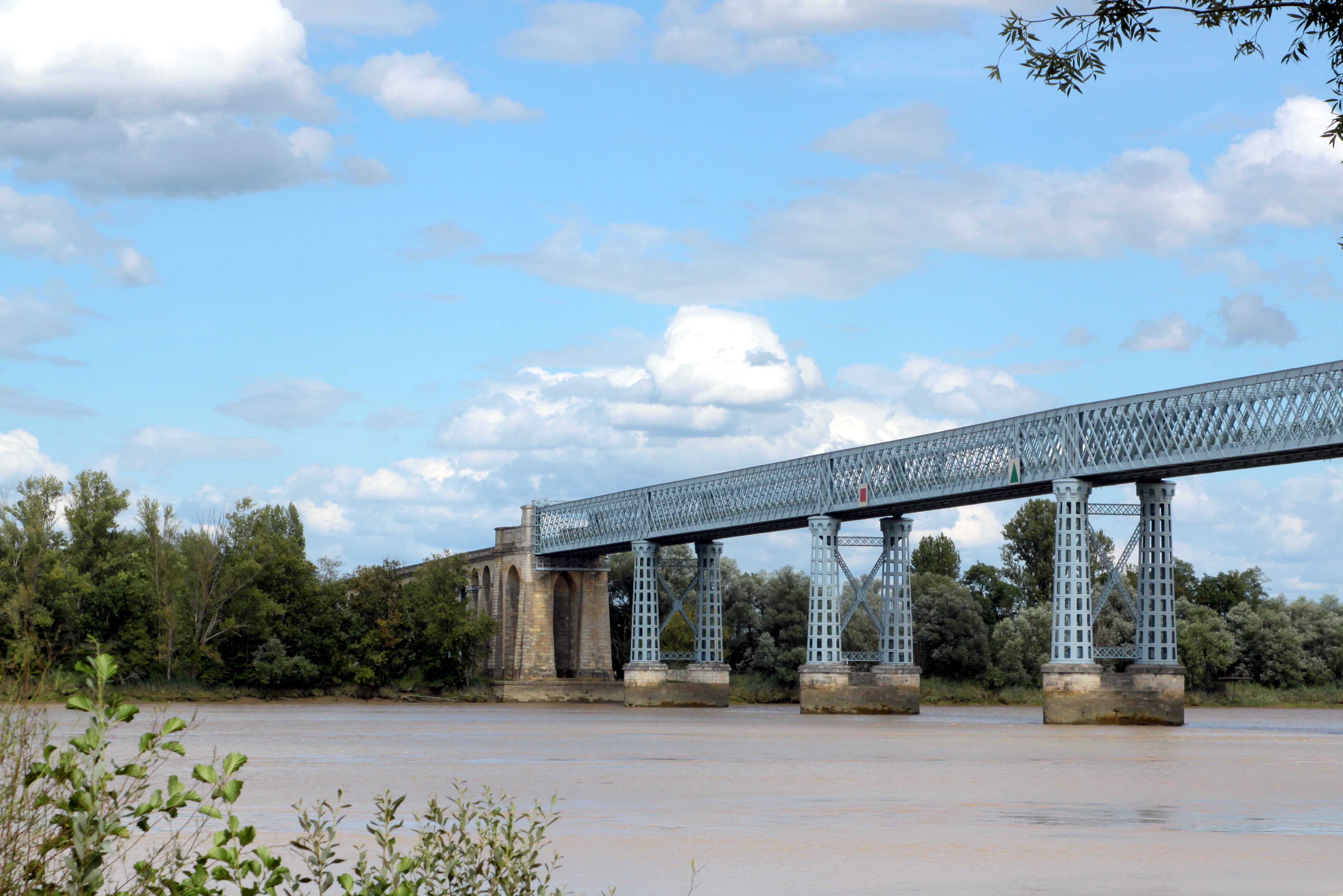
Straßenbrücke von Cubzac
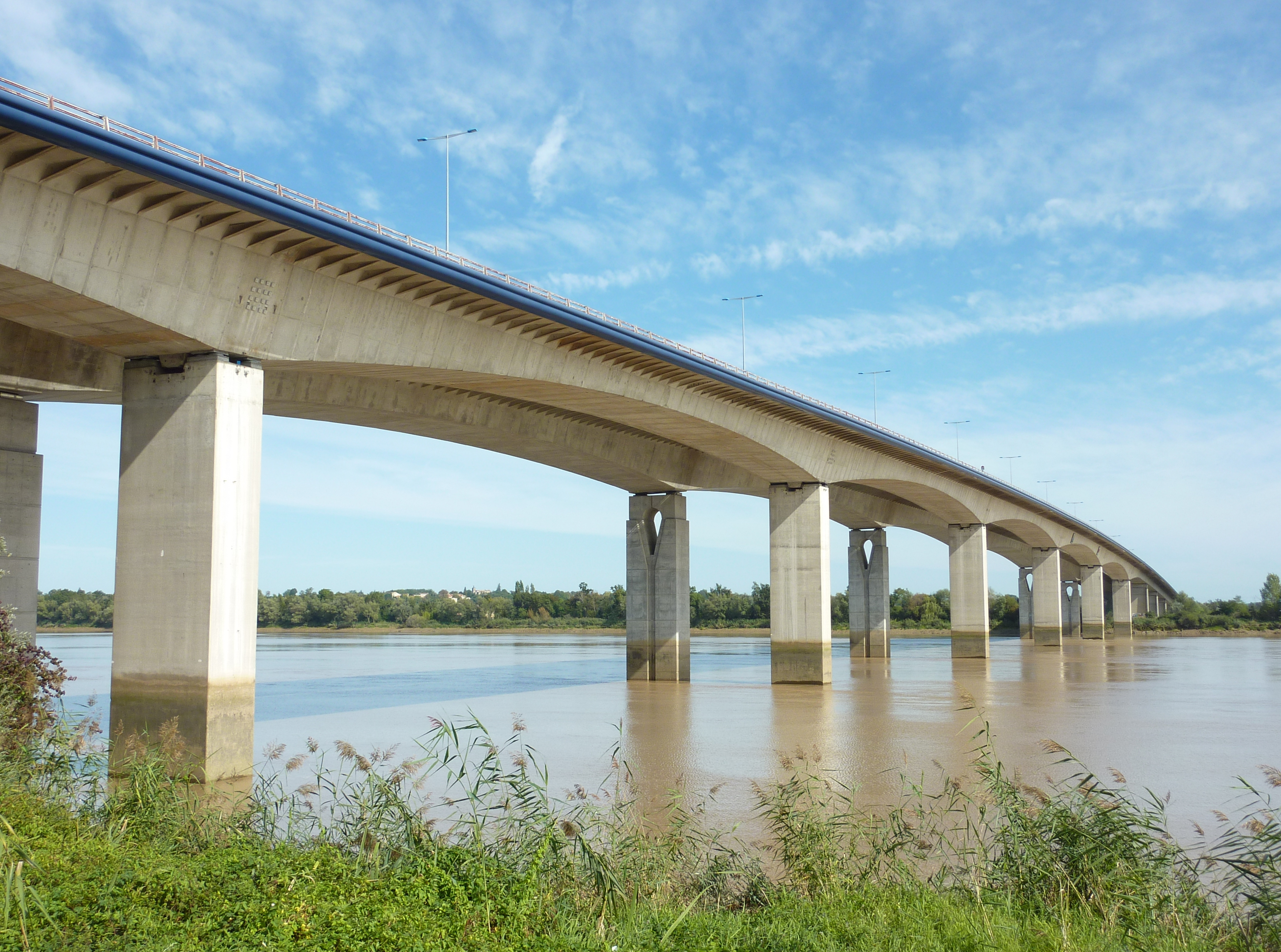
Autobahnbrücke
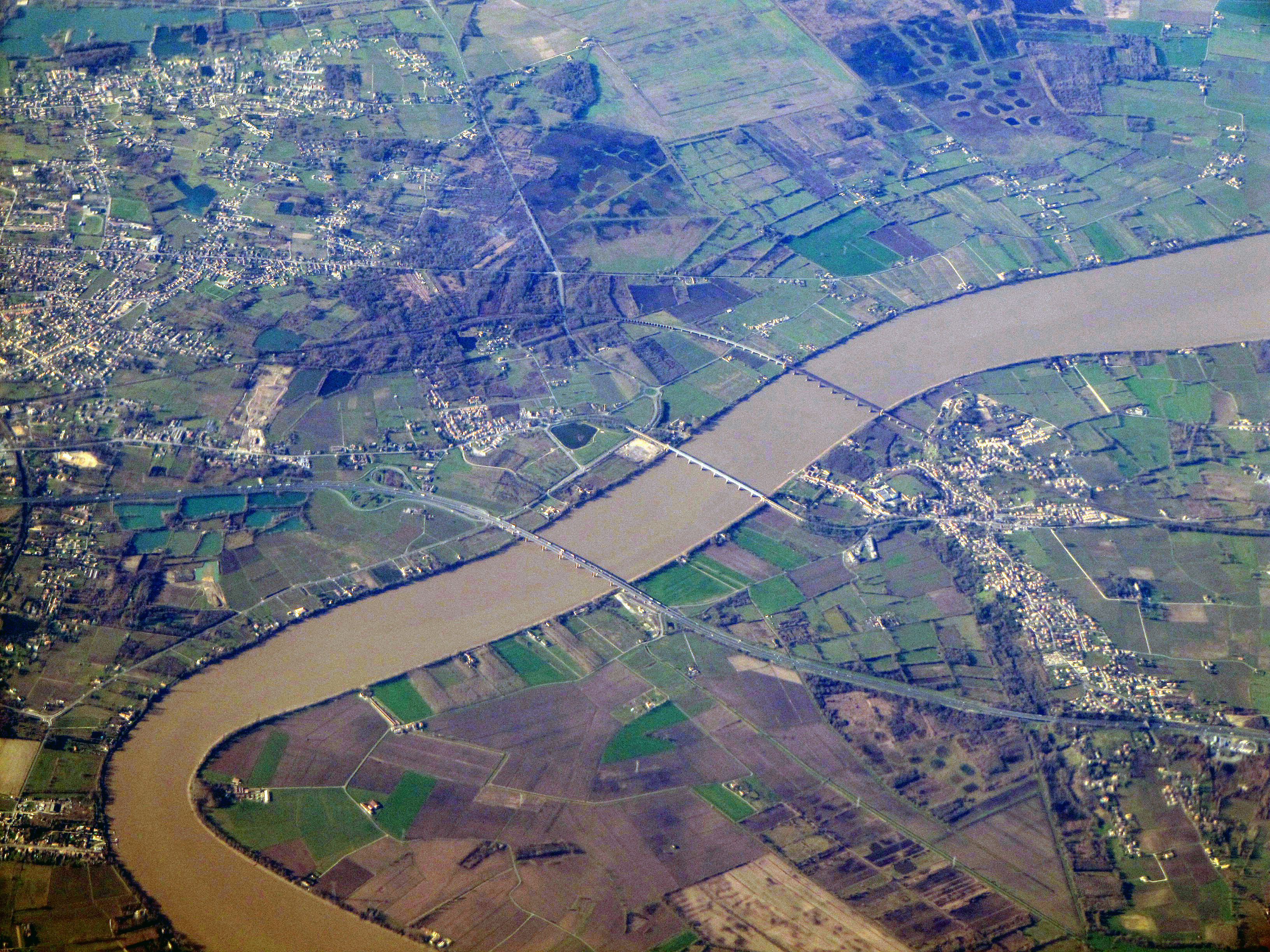
Luftaufnahme mit den drei Brücken, links: Saint-Vincent-de-Paul, rechts: Cubzac-les-Ponts

## Geschichte
Schon zur Römerzeit während der Eroberung Galliens wurde der Ort als Übergang über die Dordogne genutzt.
Im Mittelalter diente der Ort zur Überwachung der Gegend, insbesondere mit Hilfe des Wachturms des Château des Quatre Fils Aymon.
Während der Französischen Revolution bildete die Pfarrei Saint-Julien de Cubzac die Gemeinde Cubzac, aus der im Jahre 1885 die Stadt Cubzac-les-Ponts hervorging.
Da es in der näheren Umgebung viele Felsen aus Kalkstein gibt, wurde dieser zeitweise für Bauwerke in Bordeaux verwendet.
Heute ist Cubzac-les-Ponts auch im Weinbau und der Herstellung von Champagner tätig.

## Bevölkerungsentwicklung
| Jahr                       | 1962 | 1968 | 1975 | 1982 | 1990 | 1999 | 2006 | 2017 |
| Einwohner                  | 884  | 987  | 1115 | 1398 | 1701 | 1788 | 1910 | 2466 |
| Quellen: Cassini und INSEE |      |      |      |      |      |      |      |      |

## Sehenswürdigkeiten
Zwei Sehenswürdigkeiten aus Cubzac-les-Ponts wurden in die Liste der historischen Monumente aufgenommen: Ein Gemälde in der Kirche L’Église Saint-Julien de Cubzac und die Burgruine des Château des Quatre-Fils-Aymon.

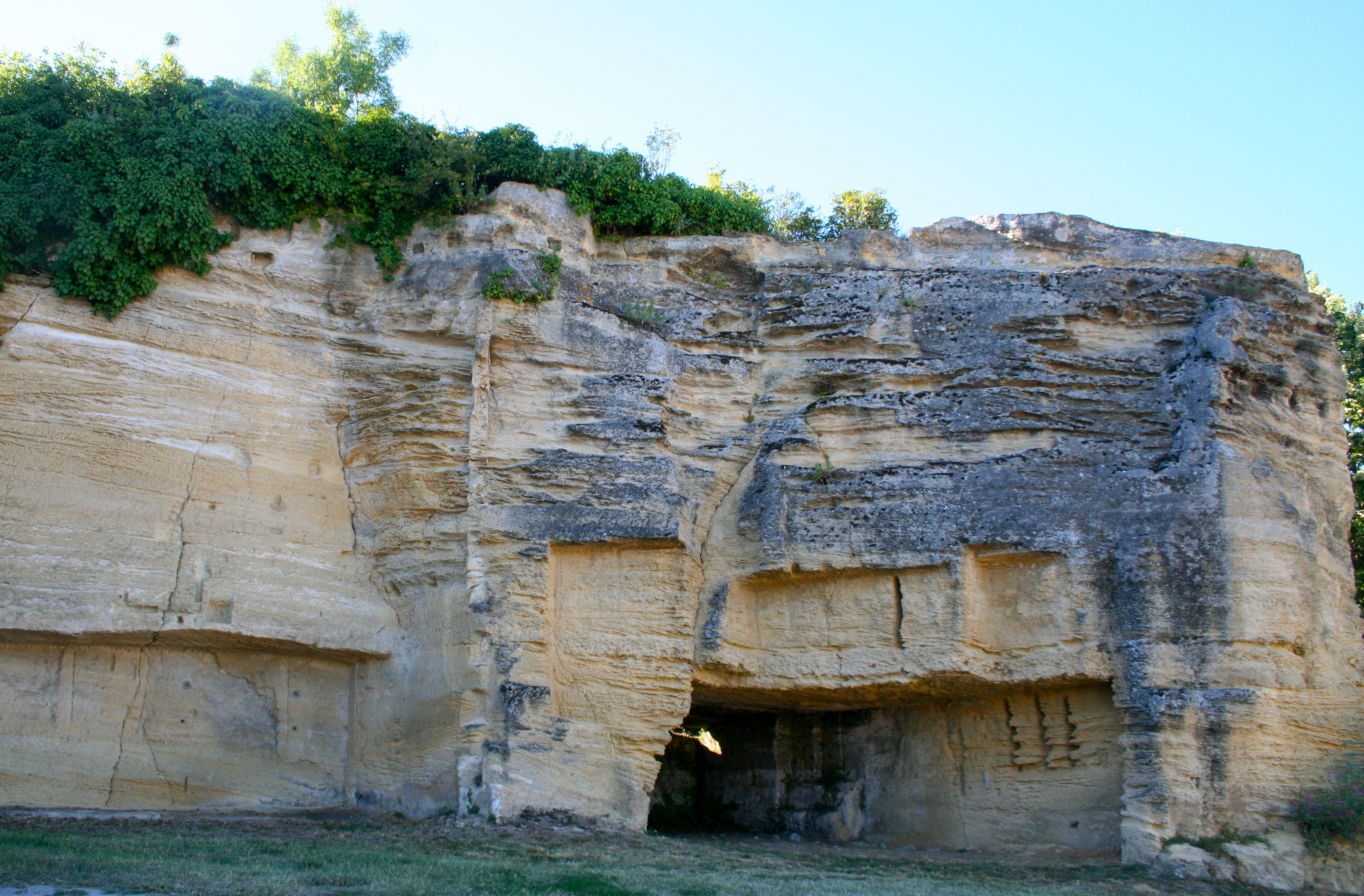
Sandsteinfelsen
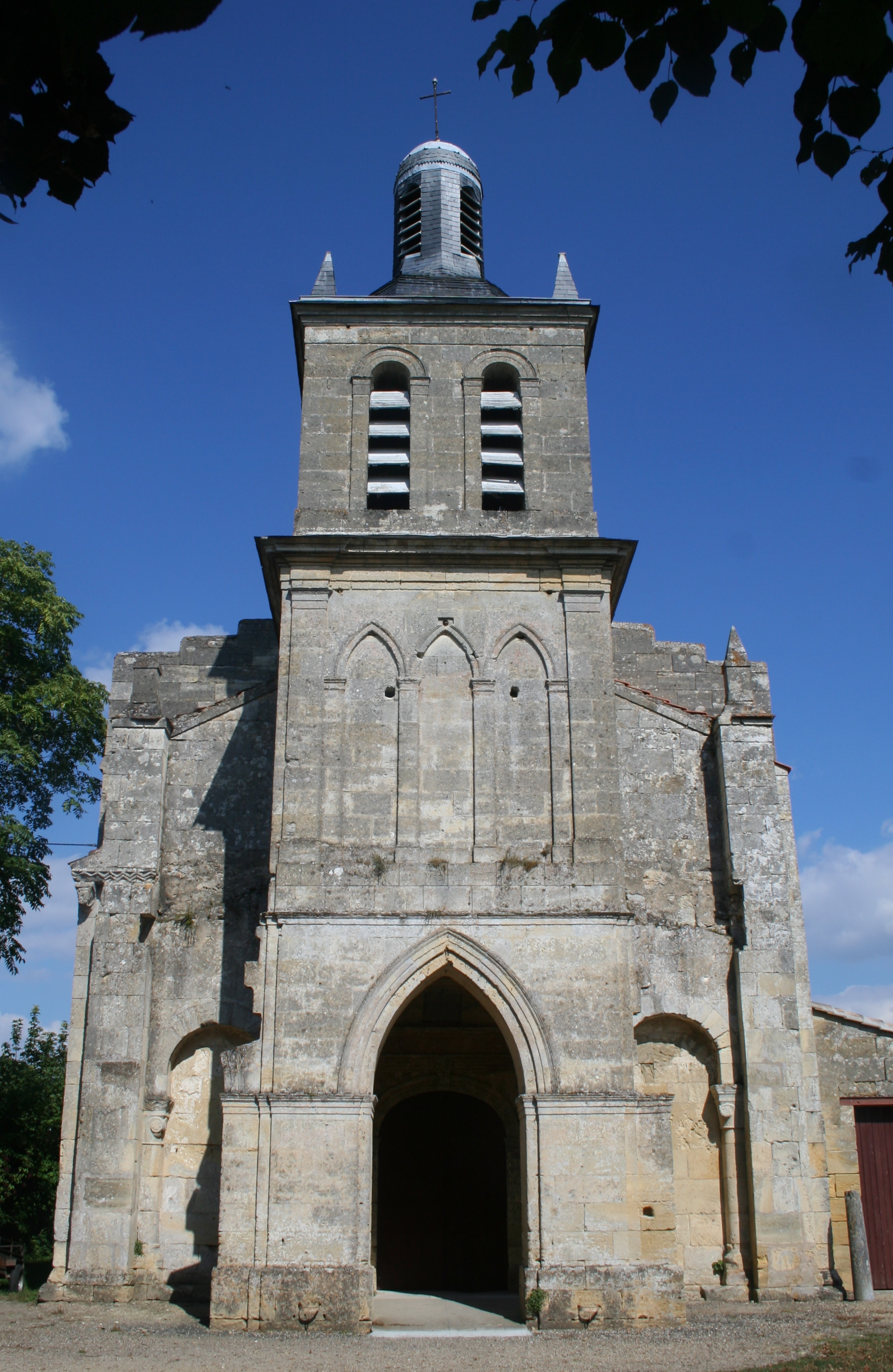
Kirche Saint-Julien de Cubzac
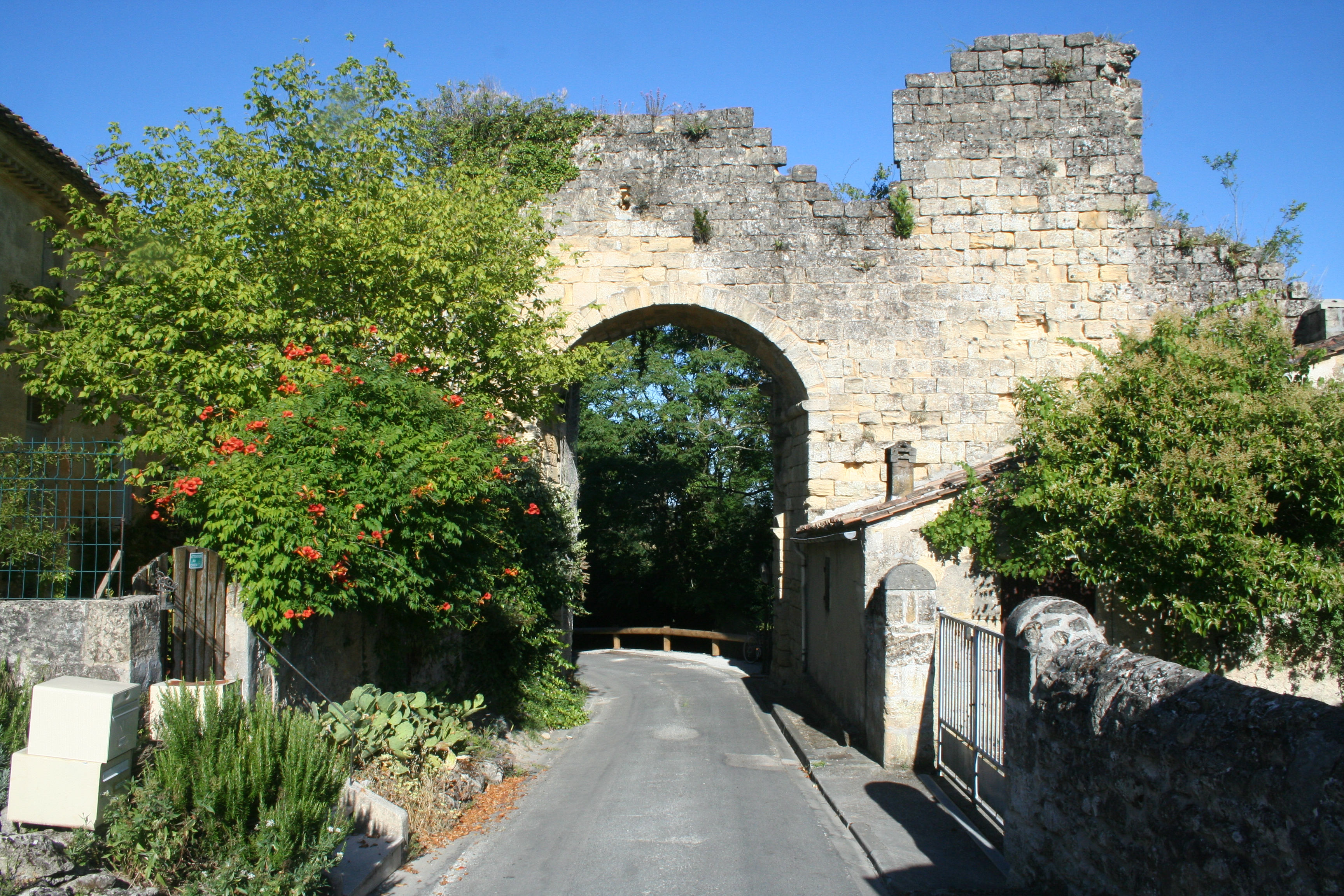
Burgruine des Château des Quatre-Fils-Aymon